# Gallsätter i Yttered
Gallsätter i Yttered – miejscowość (småort) w Szwecji w gminie Kramfors w regionie Västernorrland. Około 66 mieszkańców.